# Massingy, Haute-Savoie
Massingy este o comună în departamentul Haute-Savoie din sud-estul Franței. În 2009 avea o populație de 824 de locuitori.

## Evoluția populației
| An        | 1975 | 1982 | 1990 | 1999 | 2006 | 2009 |
| --------- | ---- | ---- | ---- | ---- | ---- | ---- |
| Populație | 377  | 420  | 491  | 612  | 752  | 824  |